# Carrer de Marlet

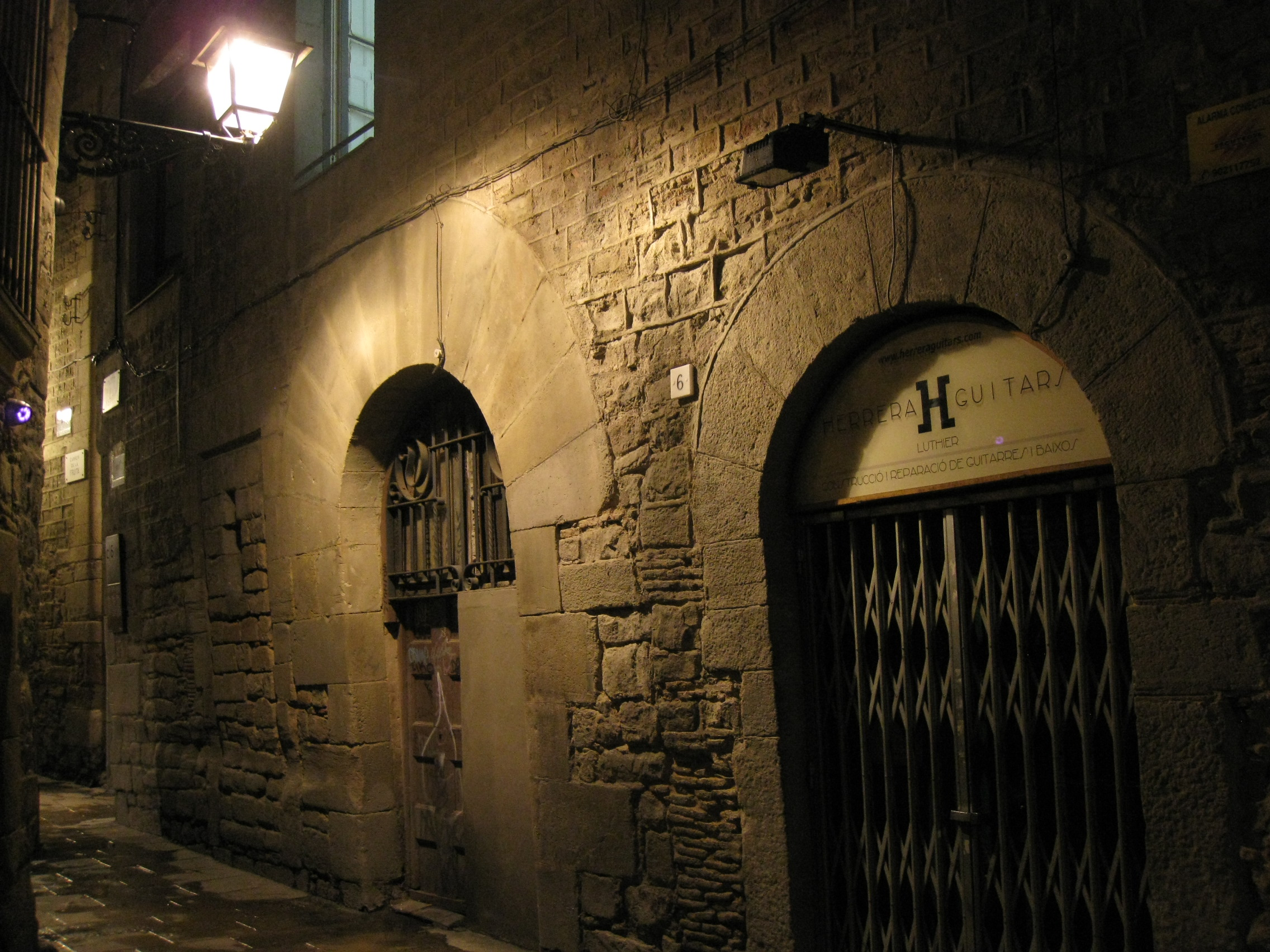
Edifici del situat al carrer de Sant Domènec del Call, núms. 3-5, a la cantonada amb el carrer de Marlet

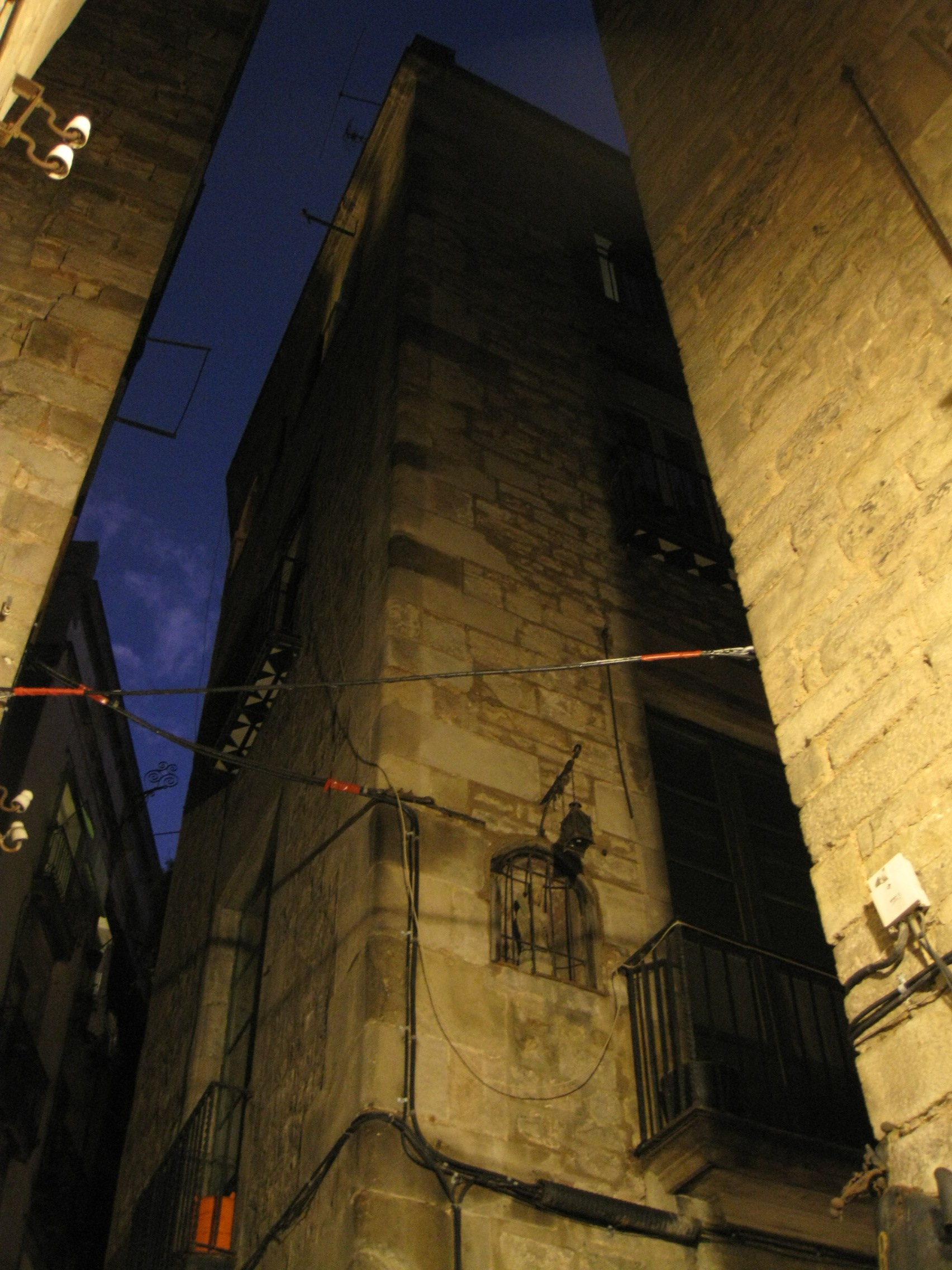
Edifici dels segles - situat al carrer de Sant Domènec del Call núm. 7, cantonada amb el carrer de Marlet

El carrer de Marlet de Barcelona duu el cognom català d'una família cristiana que es degué establir al carrer (en el segle xv) després que els jueus abandonessin el Call.

## Núm 5, Sinagoga Shlomo Ben Adret
És on es troba el Museu i l'edifici de la suposadament antiga Sinagoga Major de Barcelona, i actual Sinagoga Shlomo Ben Adret.
Segons les fons oficials del Museu d'Història de Barcelona, no es pot afirmar que es tracti de la Sinagoga Major. El veí Centre d'Interpretació del Call afirma que la Sinagoga Major es trobava a l'interior de l'illa de cases que formen els carrers on hi ha aquest local, però en cap cas en el lloc on és aquest edifici. Així doncs, sembla que no hi ha prou elements arqueològics que ho confirmin.
Les constants reformes d'aquest espai van desvirtuar l'estructura original de la sinagoga. Ja en el segle xvii, el consistori de la ciutat concedí un permís per a construir els quatre pisos superiors de l'edifici. Les obres comportaren la col·locació d'una volta i la pèrdua de 20 metres quadrats, o, cosa que és el mateix, la desaparició del jardí intern del local i de la secció on, suposadament, antigament resaven les dones, espai que avui en dia correspon a la cuina d'un local veí del carrer Sant Domènec del Call.
La façana principal, orientada cap al sud-est i cap a Jerusalem, i la presència de dos finestrals en aquest mateix mur poden fer suposar que potser es tracta de la Sinagoga Major. Més tard es va descobrir que els fonaments eren unes parets romanes del segle I construïdes amb pedra procedent de Cartago (opus africanus), però cap resta jueva.
Durant anys, la planta subterrània de l'edifici va ser emprada com a magatzem. A finals del 1995, el local es va posar en venda i l'Associació Call de Barcelona (sobre la base d'uns estudis de l'historiador medievalista Jaume Riera) va decidir adquirir-lo per a restaurar-lo i recuperar així l'espai de la suposada sinagoga.
Per a entrar al museu i sinagoga ens haurem d'ajupir i baixar una petita escala de pedra. Ja al seu interior, el terra romà queda uns dos metres per sota del nivell del carrer.
Segons el Sr. Miguel Iaffa (propietari de l'immoble i director de la institució), la Sinagoga Major de Barcelona és la més antiga d'Espanya i, fins i tot, d'Europa.
De totes maneres, i sigui o no l'antiga Sinagoga Major, l'edifici té un passat significatiu, ja que es té constància que l'any 212 l'emperador Caracal·la va permetre la construcció d'un edifici de culte per als ciutadans jueus.

## La Sinagoga Major
En aquest barri tan pròsper durant el segle xiii, la comunitat jueva va construir fins a cinc temples de culte, encara que només un (la suposada Sinagoga Major) es manté dempeus, i val a dir que el seu possible descobriment (si és que realment ho és), va ésser més fruit de la casualitat que d'un estudi rigorós.
Després de l'atac al Call del 1391, la Sinagoga Major va deixar d'articular la vida religiosa del barri. Com a conseqüència de les expulsions dels jueus del barri i les següents expropiacions, l'edifici va passar a mans del rei Joan I, qui el va llogar a la família d'Arguens, que durant el segle xv el va emprar com a tintoreria (les basses de tintorer que hi ha al fons d'una de les dues sales de la sinagoga podrien corroborar-ho).

## Número 1

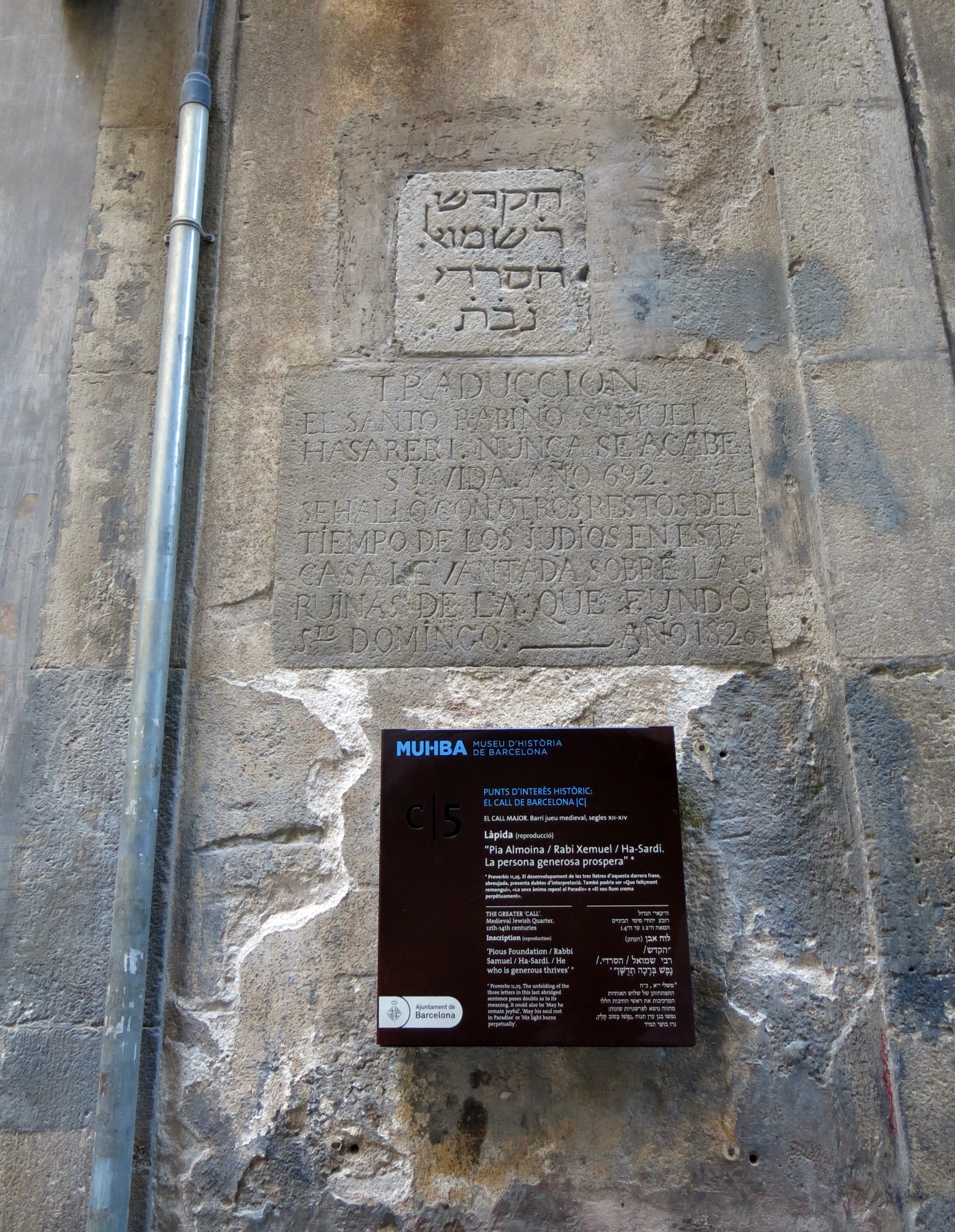
Placa hebraica al carrer de Marlet núm. 1

Al segle xiii, hi va haver un hospital fundat pel rabí de la comunitat de Barcelona Samuel ha-Sardí. En commemoració de la seua obra s'hi va col·locar (incrustada a la façana) una làpida escrita en hebreu l'any 1314. La làpida que hi ha actualment en hebreu és una còpia de l'original. Sota d'aquesta, hi ha una altra làpida amb una mala traducció al castellà que es va fer l'any 1826, que diu:
| « | El Santo Rabino Samuel Hasareri. Nunca se acabe su vida. Año 692. Se halló con nosotros restos del tiempo de los judíos en esta casa llevantada sobre las ruinas de la que fundó Sto Domingo - año 1826 | » |

Tot i que la traducció més correcta del text hebraic seria:
| « | Fundació pia de Samuel ha-Sardí. El seu llum crema permanentment - Any 692 | » |